# Carmen Cobeña
María del Carmen Cobeña (Madrid, 23 de febrero de 1869-Madrid, 24 de febrero de 1963) fue una actriz de teatro española, madre de la también actriz Carmita Oliver y abuela del director de cine Jaime de Armiñán.

## Biografía

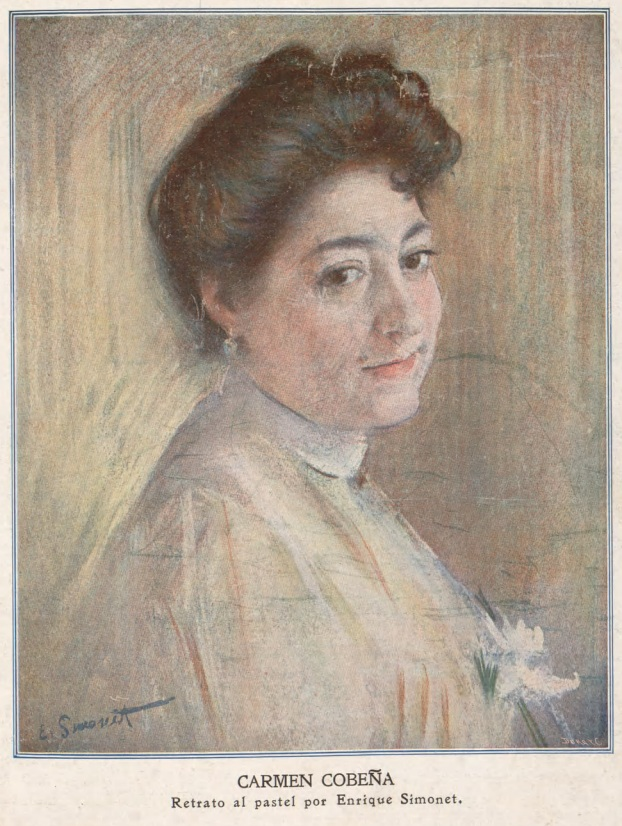
Retrato al pastel por Enrique Simonet (1908)

Nacida en la calle de Toledo de Madrid el 23 de febrero de 1869, se inició desde muy pequeña en la interpretación con un pequeño papel en El nacimiento del Mesías (1878). Debutó profesionalmente en la compañía de Rafael Calvo, en Echar la llave. Se casó en 1903 (1900 según otros) con el escultor y dramaturgo Federico Oliver. Fue primera actriz del Teatro Español de Madrid, donde su marido era director artístico.
Fue primero discípula de Rafael Calvo y luego trabajó junto a Emilio Mario, Ricardo Calvo, Emilio Thuillier, Enrique Borrás (con el que interpretó El alcalde de Zalamea en el Teatro Español en 1909) y Francisco Morano. De Rafael Calvo aprendió la declamación apasionada del XIX y Mario le introdujo en una escuela más moderna y cosmopolita, más contenida y serena. 
Estrenó Los condenados (1894),  La fiera (1896) y Casandra (1910), todas ellas de Galdós, además de El nido ajeno (1894), de Jacinto Benavente, El hijo de Don Juan (1892), de José de Echegaray, Casa de muñecas (1907), de Ibsen, Señora Ama (1908), de Jacinto Benavente, El redentor (1910), de Santiago Rusiñol, Los semidioses, la mejor obra de su marido Federico Oliver, y La alcaldesa de Hontanares. 
En 1926 se retiró de la escena interpretando con su hija Carmita un paso de comedia de los hermanos Álvarez Quintero, pero volvió en 1944 para interpretar el diálogo de Benavente Abuela y nieta. Falleció en su ciudad natal el 24 de febrero de 1963 y fue enterrada en el cementerio de San Isidro.